# Banca Lombarda
La Banca Lombarda SpA era un istituto di credito fondato nel 1998 dalla fusione per incorporazione della Banca San Paolo di Brescia nel Credito Agrario Bresciano (CAB). Entrambi gli istituti sono nati e cresciuti a Brescia, rispettivamente nel 1888 e nel 1883.
L'anno successivo gli sportelli della Banca Lombarda furono trasferiti alla controllata Banco di Brescia.

## Storia
Del gruppo, nel quale nel 2000 sono confluite la Banca Regionale Europea e la Cassa di Risparmio di Tortona, facevano già parte, sin dal 1998 la Banca di Valle Camonica e il Banco di San Giorgio. Con l'ingresso delle storiche banche del Piemonte, c'è stato conseguentemente il  cambio di ragione sociale della società capogruppo in Banca Lombarda e Piemontese S.p.A. (anche se nella pratica era generalmente sempre chiamata Banca Lombarda).
Il 1º aprile 2007 è avvenuta la fusione per incorporazione di Banca Lombarda e Piemontese in BPU Banca, dando vita a UBI Banca (Unione di Banche Italiane), quarto polo del credito in Italia. Verso la clientela il gruppo ha mantenuto fino al 2017 l'articolazione delle banche operative preesistenti, così che gli sportelli ex "Banco di Brescia" sono rimasti marchiati per dieci anni "UBI Banco di Brescia", ed in modo similare per le altre società operative.

## Il gruppo
La Capogruppo accentrava le funzioni di governo, mentre le altre attività erano svolte dalle altre banche e società appartenenti al Gruppo:
- Banco di Brescia (è operativo dal 1º gennaio 1999 con il conferimento degli sportelli della Banca Lombarda)
- Banca di Valle Camonica (costituita il 2 giugno del 1872)
- Banco di San Giorgio (costituito nel 1987, dal 2 dicembre 1992 faceva parte del Gruppo Bancario CAB-Credito Agrario Bresciano)
- Banca Regionale Europea (costituita nel 1995, in seguito alla fusione tra la Cassa di Risparmio di Cuneo e la Banca del Monte di Lombardia)
- Cassa di Risparmio di Tortona (dal 1999 con il trasferimento del 60% del capitale dalla Fondazione Cassa di Risparmio di Tortona al Gruppo Banca Lombarda)
- Banca Lombarda Private Investment (opera nel comparto del private banking)